# 栃木県道4号宇都宮鹿沼線
栃木県道4号宇都宮鹿沼線（とちぎけんどう4ごう うつのみやかぬません）は、栃木県宇都宮市と鹿沼市を結ぶ県道（主要地方道）である。

## 概要
宇都宮市と鹿沼市を東西に最短距離で結ぶ幹線道路。終日、ほぼ全線を通じて交通量が多い。関東自動車により路線バスが運行されており、道路が片側1車線である上に日中でも15分から20分に1本程度とバスの運行頻度が高いため、朝夕は特に渋滞が発生しやすい。
2007年度栃木県発表の「道路・交通事業の実施方針」によると、本道は雨情陸橋から千渡交差点までが渋滞発生区間として取り上げられており、東北自動車道の陸橋部を境に東部が事業中、西部が未整備となっている。
2009年（平成21年）3月16日には、鹿沼市上野町から府中町までを結ぶバイパスが開通した。このバイパスの完成により、鹿沼市街地の東西の交通がスムーズになったほか、JR鹿沼駅前交差点を中心に発生していた慢性的な交通渋滞が緩和された。
2010年11月1日に宇都宮市との間で県道および市道の相互移管が行われ、起点から県道3号線交点東までの経路が変更となった。

### 路線データ
- 総延長：12.195 km[3]
- 実延長：10.799 km[3]
- 起点：栃木県宇都宮市睦町（県立博物館東交差点＝栃木県道2号宇都宮栃木線交点）
- 終点：栃木県鹿沼市石橋町（石橋町交差点＝国道121号・国道293号・国道352号・栃木県道14号鹿沼日光線交点）
- 認定：1962年（昭和37年）8月10日

## 歴史
- 1962年（昭和37年）8月10日 - 主要地方道宇都宮鹿沼線として認定。
- 1993年（平成5年）5月11日 - 建設省から、県道宇都宮鹿沼線が宇都宮鹿沼線として主要地方道に指定される[4]。
- 2006年（平成18年）1月23日 - 宇都宮市内、都市計画道路宇都宮水戸線睦町工区として睦町-鶴田町間のバイパスが開通。
- 2009年（平成21年）3月16日 - 鹿沼市内、上野町から府中町までを結ぶバイパスが開通。
- 2010年（平成22年）11月1日 - 宇都宮市内、睦町交差点から鹿沼街道入口交差点までの旧道区間が県道指定解除、市へ移管（市道との相互移管）[5][6]。
- 2018年（平成30年）3月10日 - 鹿沼市千渡 - 東町のバイパス（千渡工区、1.7 km）が開通する[7]。
- 2022年（令和4年）9月25日 - 鹿沼市千渡のバイパス（千渡東工区、1.1 km）が開通する[8]。
- 2023年（令和5年）10月17日 - 鹿沼市千渡のバイパス（千渡東工区、1.1 km）が4車線化[9]。

## 路線状況

### 別名
- 鹿沼街道（宇都宮市）

## 地理

### 通過する自治体
- 宇都宮市
- 鹿沼市

### 交差する道路
交差する道路の特記がないものは市道・町道。
| 交差する道路                                              | 交差する道路                                      | 交差点名 | 交差点名                      |
| --------------------------------------------------------- | ------------------------------------------------- | -------- | ----------------------------- |
| 都市計画道路宇都宮水戸線 水戸・益子方面                   |                                                   |          |                               |
| 栃木県道2号宇都宮栃木線（桜通り）                         | 栃木県道2号宇都宮栃木線（桜通り）                 | 宇都宮市 | 県立博物館東                  |
| 栃木県道3号宇都宮亀和田栃木線（宇都宮環状道路）           | 栃木県道3号宇都宮亀和田栃木線（宇都宮環状道路）   | 宇都宮市 | 鹿沼街道入口 （宮環雨情陸橋） |
|                                                           | （明保通り）                                      | 宇都宮市 | （下荒針町地内）              |
| （砥上通り）                                              |                                                   | 宇都宮市 | （下荒針町地内）              |
| 栃木県道268号鹿沼環状線                                   | 栃木県道268号鹿沼環状線                           | 鹿沼市   | 千渡                          |
| （晃望台通り）                                            | （晃望台通り）                                    | 鹿沼市   | 上野町                        |
|                                                           |                                                   | 鹿沼市   | 朝日橋東                      |
| （末広通り）                                              | （末広通り）                                      | 鹿沼市   | 東末広町                      |
| 国道121号・国道293号・国道352号（日光例幣使街道）         | 国道121号・国道293号・国道352号（日光例幣使街道） | 鹿沼市   | 石橋町                        |
| 栃木県道14号鹿沼日光線（古峰原街道） 古峰ヶ原・石裂山方面 |                                                   |          |                               |

## 沿線風景

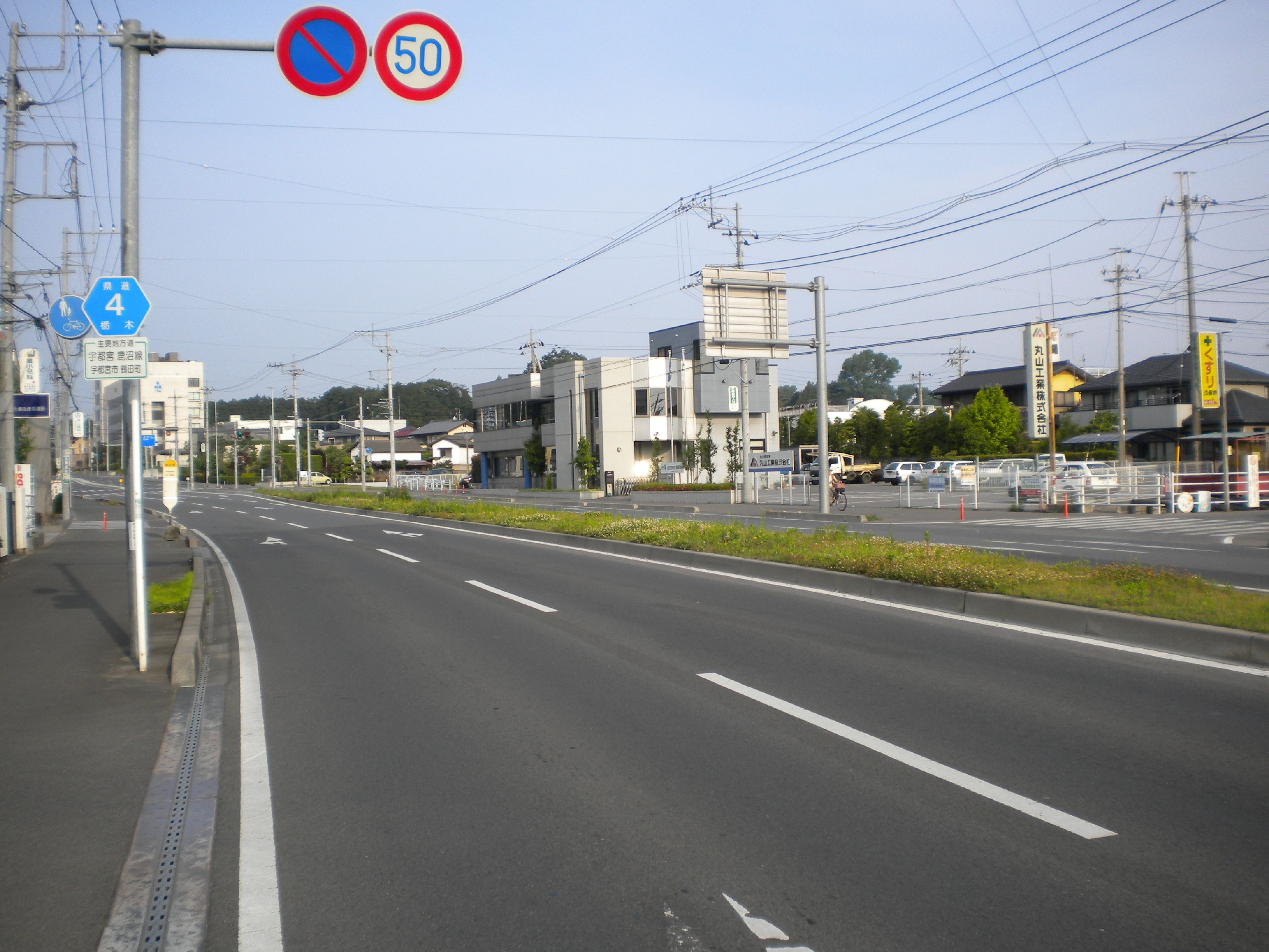
宇都宮市鶴田町付近
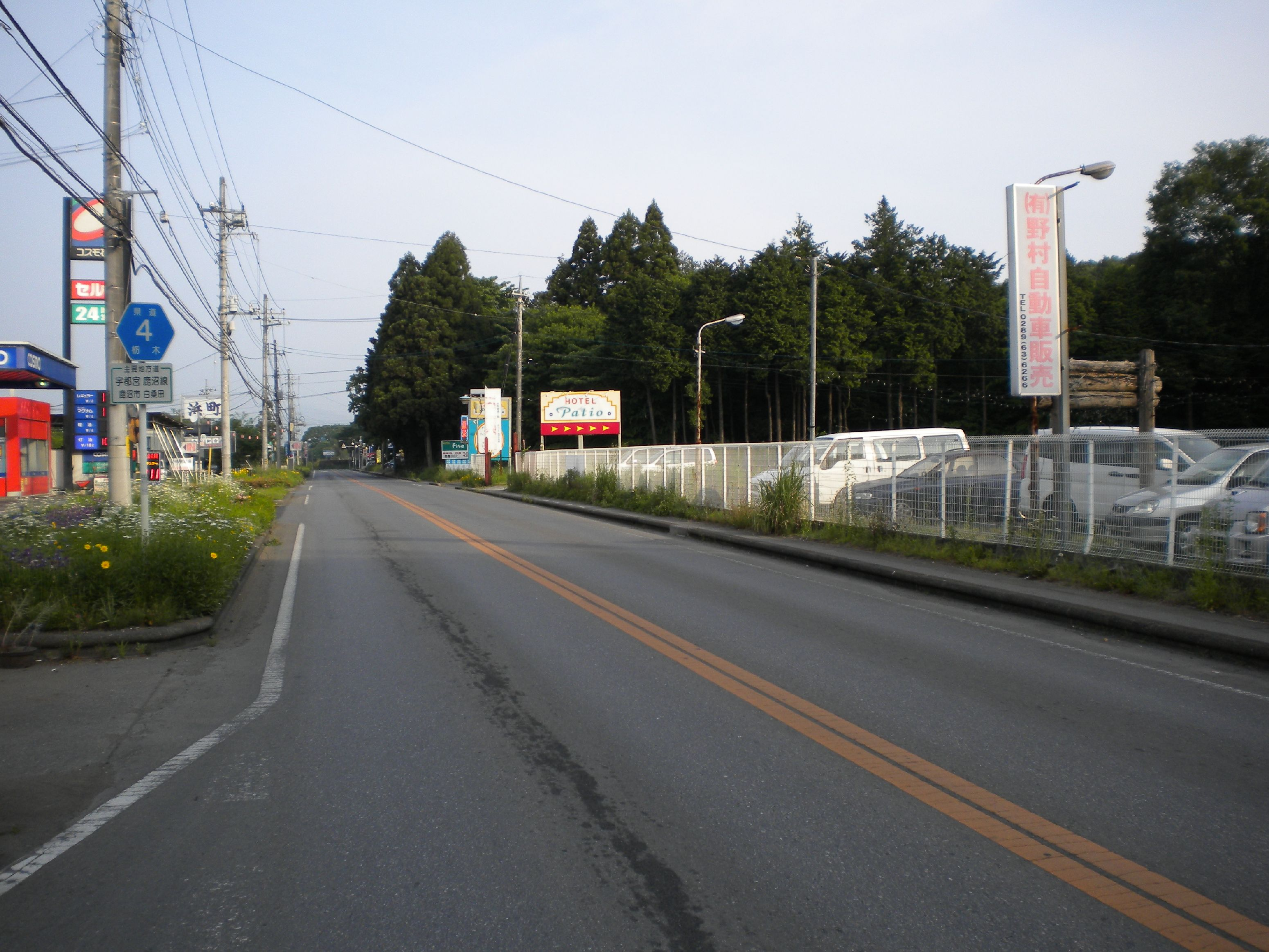
鹿沼市白桑田付近
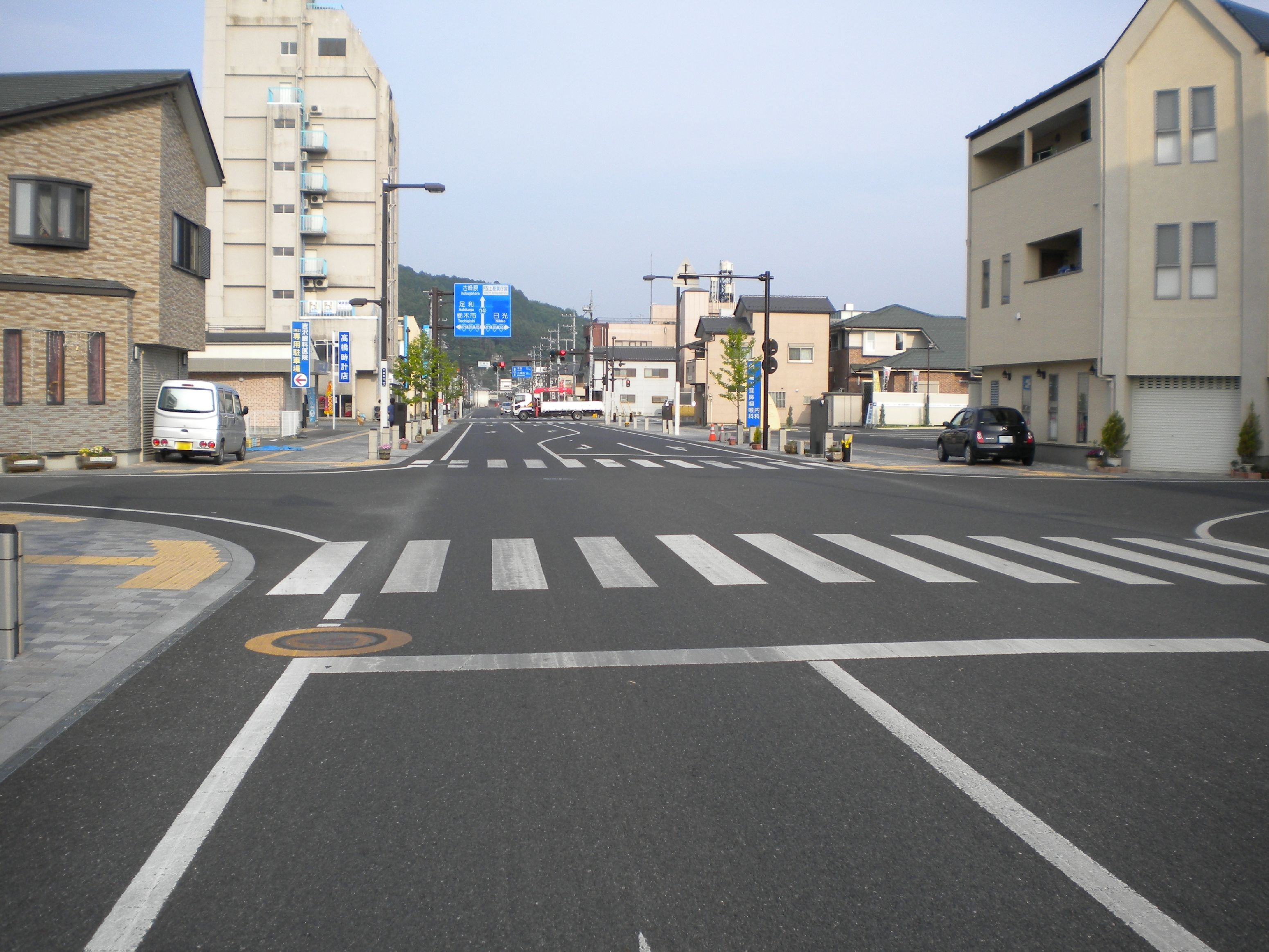
鹿沼市下横町付近 奥は終点の石橋町交差点